# Santos Silva Alves Michael
Santos Silva Alves Michael (født 16. februar 1996) er en brasiliansk fodboldspiller, som spiller for den japanske fodboldklub FC Gifu.